# Dean Guitars
La Dean Guitars è un'industria statunitense fondata nel 1976, produttrice di strumenti musicali e in particolare chitarre.

## Storia
La Dean Guitars fu fondata nel 1976 da Dean Zelinsky che, annoiato dal monotono design delle chitarre dell'epoca, decise di creare un suo proprio innovativo modello.  La prima chitarra ad essere messa in commercio presentava un'innovativa forma a V che in breve tempo guadagnò grande popolarità.
Degna di nota la V "Michael Schenker Signature", realizzata in accordo con il chitarrista tedesco, facendola diventare un oggetto di design nonché uno strumento molto ricercato in quanto è il marchio di fabbrica del fratello minore Schenker. Anche Rudolf Schenker, chitarrista degli Scorpions e fratello maggiore di Michael, si è esibito più volte con la Dean V bicolore (bianco/nero)
La Dean proseguì a creare numerosi modelli sotto la direzione di Zelinsky che però nel 1986 vendette la compagnia a vari acquirenti. Con la nuova dirigenza la Dean perse notevolmente popolarità e rischiò seriamente di chiudere i battenti se Dean Zelinsky non la avesse nuovamente acquistata a fine anni '90, rilanciandola a pieno titolo sul mercato.
Nel 2008 Dean Zelinsky ha nuovamente venduto la sua azienda fondandone successivamente una nuova, la DBZ Guitars (Il nome è composto dalle iniziali del suo nome, Dean Barrett Zelinsky).

## Design

### Classici
- Z
- ML
- V
- V Michael Schenker Signature
- Cadillac
- Baby
- E'Lite
- Hollywood

### Recenti
- Hardtail
- Vendetta
- EVO
- Psychobilly
- Razorback
- Razorback V
- Custom 450
- Icon
- Nashvegas Zone
- Razor
- Exotica
- Mach 7
- Mach 5
- Muddy Bullseye
- VMNT
- Playmate XIV
- Sarasota 12
- Soltero
- Palomino
- Performer
- Tradition
- Splittail
- Armorflame MAB 1
- Tyrant

## Artisti famosi
| Artista              | Gruppo                                | Modello                                            |
| -------------------- | ------------------------------------- | -------------------------------------------------- |
| Vinnie Moore         | Vicious Rumors, UFO, solista          | USA Viniman 2000                                   |
| Michael Amott        | Arch Enemy, Carcass                   | Tyrant                                             |
| Michael Angelo Batio | Nitro                                 | MAB1                                               |
| Corey Beaulieu       | Trivium                               | V                                                  |
| Jeff Berlin          | Bass Player                           | V                                                  |
| Uli Jon Roth         | Solista, ex Scorpions ed Electric Sun | Sky                                                |
| Andrea Martongelli   | Arthemis, Power Quest                 | Cadillac                                           |
| Eric Bloom           | Blue Öyster Cult                      | V                                                  |
| Jerry Cantrell       | Alice in Chains                       | V                                                  |
| David Allan Coe      | solista                               | ML, Stealth, Razorback "Dimebag Darrell signature" |
| Dimebag Darrell      | Pantera, Damageplan                   | ML, ha realizzato i modelli Stealth e Razorback    |
| Mauro Pepe           | Expired                               | ML                                                 |
| Adam "Nergal" Darski | Behemoth                              | V                                                  |
| Rick Derringer       | solista                               | Z                                                  |
| Glen Drover          | Eidolon, Megadeth                     | Cadillac                                           |
| Elliot Easton        | The Cars                              | ML                                                 |
| Rik Emmett           | Triumph                               | V                                                  |
| Billy Gibbons        | ZZ Top                                | Z                                                  |
| Alex Stornello       | Solista e Angels and Demons           | V                                                  |
| Mirco Dimitrio       | Solista e Mama Mia                    |                                                    |
| Billy Greer          | Kansas                                | Edge                                               |
| Sammy Hagar          | Van Halen, Montrose                   | ML                                                 |
| Matt Heafy           | Trivium                               | ML                                                 |
| Dusty Hill           | ZZ Top                                | Z Bass                                             |
| Chris Impellitteri   | Impellitteri                          | Spider Chris Impellitteri Signature                |
| Kerry Livgren        | Kansas                                | Z, Cadillac                                        |
| Dave Mustaine        | Megadeth                              | V                                                  |
| Ric Ocasek           | The Cars                              | Cadillac                                           |
| Trent Reznor         | Nine Inch Nails                       | Evo                                                |
| Michael Schenker     | UFO, MSG                              | V                                                  |
| Rudolf Schenker      | Scorpions                             | V                                                  |
| Steve Stevens        | Billy Idol                            | ML, Cadillac                                       |
| Dallas Toler-Wade    | Nile                                  |                                                    |
| Leslie West          | Mountain                              |                                                    |
| Nancy Wilson         | Heart                                 |                                                    |
| Zakk Wylde           | Black Label Society, Ozzy Osbourne    | Razorback, Splittail                               |